# Euthalia rubidifascia
Euthalia rubidifascia är en fjärilsart som beskrevs av Talbot 1929. Euthalia rubidifascia ingår i släktet Euthalia och familjen praktfjärilar. Inga underarter finns listade i Catalogue of Life.